# Hass (groupe)
Pour les articles homonymes, voir Hass.
Hass est un groupe de punk rock allemand, originaire de Rhénanie-du-Nord-Westphalie, Marl et Recklinghausen,.

## Biographie
Formé en 1978, Hass devient l'un des premiers groupes punk rock allemands. Le groupe sort son premier album en 1981, Hass, publié au label local H'art Musik. Cette sortie est suivie par une tournée, et une deuxième édition de l'album au label Ariola. À partir de 1988, le groupe répète dans un abri anti-aérien en guise de salle de répétition, dans le quartier Marler de Sinsen-Lenkerbeck. Le groupe fonde son propre label, Hass Produktion, et sort de nombreux CD sous le code 7120. Hass est surtout connu pour son attitude antifasciste, qui s’exprimait en morceaux comme Lasst die Glatzen platzen. Le groupe sort dix albums et cinq singles. Avec leur album d'adieu Endstation, le groupe se dissout en 2001. À l'automne 2007, le groupe se réunit à nouveau et fait une tournée d'adieu.
Le 8 novembre 2013, le groupe annonce sur sa page Facebook, sa réunion, ainsi qu'une tournée et un nouvel album. Cet album intitulé Kacktus,,, est publié par Aggressive Punk Produktionen en formats CD et vinyle en avril 2014. Les morceaux sont enregistrés en 2013 par Peter Blümer (guitare), Alex Schwers (guitare), Chris Roemer (basse), Karsten Siebert (batterie) et Thomas Sohns (voix).

## Discographie

### Albums studio
- 1980 : Hass allein genügt nicht mehr (H'art Musik, réédité par Ariola)
- 1989 : Zurück in die Zukunft
- 1990 : Gebt der Meute was sie braucht
- 1992 : Allesfresser
- 1994 : Liebe ist tot
- 1996 : Anarchistenschwein
- 1997 : Die ersten Tage 78–80
- 2000 : Endstation
- 2012 : Gebt der Meute was sie braucht (Twisted Chords)
- 2014 : Kacktus (Aggressive Punk Produktionen)

### Singles et EP
- 1980 : Debüt EP mit 4 Tracks
- 1988 : 4-Track EP
- 1990 : Keine Chance/Menschenfresser EP
- 1995 : Leise rieselt der Schnee EP
- 1996 : Für die besten Fans der Liga MCD

### Samplers
- 1979 : Soundtracks zum Untergang 1 (Aggressive Rockproduktionen)
- 1980 : Deutsche Punk Klassiker (Snake Records)
- Punk Rock BRD - Die amtliche History von Punk in Deutschland (Weird System)